# چرخ‌های بخت
چرخ‌های بخت نام یک رمان کمدی توسط اچ. جی. ولز دربارهٔ یک گردش در تعطیلات تابستان و ماجراهای پیرامون آن است.

## طرح
چرخ‌های بخت در هنگام پدیدار شدن اولین دوچرخه‌های ارزان و راحت که به طور گسترده مورد استفاده مردم قرار گرفتند، نگاشته شد. ظهور دوچرخه تأثیرات عمیق و شگرفی بر جامعه انگلستان گذاشت و حتی طبقه کارگر جامعه نیز به راحتی می‌توانستند به حومه شهر سفر کنند. این واقعه باعث ضعیف شدن ساختار محکم و خشک انگلستان در آن دوره شد؛ و شرایط را برای آزادی زنان ایجاد نمود. 